# Fire (chanson de U2)
Pour les articles homonymes, voir Fire.
Singles de U2
I Will Follow
(1980) Gloria (chanson de U2)
(1981)
Fire  est une chanson du groupe de rock irlandais U2, sortie le 27 avril 1981 sous le label Island Records. C'est le premier 45 tours et la cinquième piste de leur deuxième album October. Fire est l'unique morceau de ce disque à avoir été enregistré au studio Compass Point à Nassau aux Bahamas. Ce reggae rock puise son inspiration dans l'Apocalypse et dans le deuxième avènement du Messie, qui lui confèrent cette atmosphère si particulière.
Le groupe est plutôt sévère avec sa chanson. Pour Bono, « Fire n'est pas une très bonne chanson » et pour The Edge « sur le papier, c'était une chanson parfaite, en réalité, çà n'a rien donné ».
C'est la première chanson du groupe à avoir intégré le classement des meilleures ventes de singles au Royaume-Uni en se hissant à la 35e place. En Irlande, le morceau s'est classé à la 4e place des meilleures ventes de l'Irish Singles Chart.